# 登録免許税法
登録免許税法（とうろくめんきょぜいほう、昭和42年6月12日法律第35号）は、登記、登録、特許、免許、許可、認可、認定、指定および技能証明について課す登録免許税（第2条）に関する法律である。
登録税法（明治29年法律第27号）の全部を改正して制定された。
登録免許税について、課税の範囲、納税義務者、課税標準、税率、納付および還付の手続ならびにその納税義務の適正な履行を確保するため必要な事項が定められている。（第1条）
なお、登録免許税の税率等に関しては、租税特別措置法等によって、修正が加えられている。

## 構成
- 第1章　総則（第1条 - 第8条）
- 第2章　課税標準及び税率（第9条 - 第20条）
- 第3章　納付及び還付
  - 第1節　納付（第21条 - 第30条）
  - 第2節　還付（第31条）
- 第4章　雑則（第32条 - 第35条）
- 附則